# TAS Casablanca
El TAS Casablanca (en árabe: نادي الاتحاد البيضاوي‎) es un equipo de fútbol de Marruecos que juega en la Botola 2, la segunda categoría nacional.

## Historia
Fue fundado en el año 1947 en la ciudad de Casablanca y lograron su status profesional cinco años después.
En 2019 gana la Copa del Trono al vencer en la final al Hassania Agadir, siendo el tercer equipo no perteneciente a la Botola en conseguirlo.
Participa en la Copa Confederación de la CAF 2020-21, su primer torneo continental en el que es eliminado en la ronda de playoff por el Nkana FC de Zambia.

## Palmarés
- Copa del Trono: 1

2018/19

## Participación en competiciones de la CAF
| Temporada | Torneo                       | Ronda      | Club      | Casa  | Visita | Global |
| --------- | ---------------------------- | ---------- | --------- | ----- | ------ | ------ |
| 2020/21   | Copa Confederación de la CAF | Preliminar | GAMTEL FC | w.o.1 | 1-0    | 1-0    |
| 2020/21   | Copa Confederación de la CAF | 1          | ESAE      | 4-0   | 1-1    | 5-1    |
| 2020/21   | Copa Confederación de la CAF | Playoff    | Nkana FC  | 2-1   | 0-2    | 2-3    |

1- GAMTEL abandonó el torneo por razones financieras.